# إيمي سلون
إيمي سلون هي ممثلة كندية، ولدت في 12 مايو 1978 في كندا.

## أعمال

### أفلام
- (2003) جوثيكا[3]
- (2004) الطيار[4]

### مسلسلات
- إن سي آي إس
- لوس أنجلوس
- بنات غيلمور
- تاتش
- رجال ماد
- هاواي فايف أو

## وصلات خارجية
- إيمي سلون على موقع IMDb (الإنجليزية)
- إيمي سلون على موقع ألو سيني (الفرنسية)
- إيمي سلون على موقع أول موفي (الإنجليزية)
- إيمي سلون على موقع قاعدة بيانات الأفلام السويدية (السويدية)
- إيمي سلون على موقع قاعدة بيانات الفيلم (الإنجليزية)
- إيمي سلون على موقع كينوبويسك (الروسية)